# Relaciones Argelia-Marruecos
Las relaciones diplomáticas entre Argelia y Marruecos se refieren a la serie de relaciones bilaterales que han existido entre el Reino de Marruecos independizado en 1956 y el Frente de Liberación Nacional argelino primero, a quienes el rey marroquí Mohamed V apoyó con dinero, armamento y medicinas, y la República Argelina Democrática y Popular después, una vez Argelia obtuvo su independencia en 1962.
Marruecos ha estado representado en Argelia por una embajada y consulado en Argel, así como dos consulados en Orán y en Sidi Bel Abbès; Argelia por su parte ha estado representada en Marruecos por un consulado general en Rabat, y dos consulados en Casablanca y Uchda.
Las relaciones entre ambos países norafricanos han estado salpicadas de diversas crisis, una de las más destacables es la conocicda como guerra de las Arenas, conflicto en el que ambos países se enfrentaron por un desacuerdo sobre sus fronteras en pleno desierto del Sáhara. Otro gran conflicto entre ambos países tuvo lugar durante la guerra del Sahara Occidental, puesto que Argelia apoyó abiertamente a la República Árabe Saharaui Democrática, ente sucesor de la provincia del Sahara español independizado en 1976, ante la ocupación marroquí. En el plano puramente político, el cierre de la frontera de 1994 es uno de los más claros indicadores de los desacuerdos que se han vivido entre ambos países desde sus respectivas independencias. Actualmente, el desacuerdo entre el estatus político del Sahara Occidental y la normalización de las relaciones entre Israel y Marruecos (por la que Israel y los EE. UU. apoyan las pretensiones marroquíes sobre el territorio del Sáhara Occidental) han hecho distanciarse aún más a ambos países.
Desde el 24 de agosto de 2021, Argelia ha cortado todas las relaciones diplomáticas con Marruecos como respuesta a un escándalo de espionaje del país alauita sumado al descontento por la normalización de las relaciones con Israel expresado en 2020. La reacción por parte de Marruecos fue de intentar rebajar la tensión del incidente e intentar recuperar posiciones de cooperación con España, país con el que mantenía también una tensión diplomática a raíz de un incidente fronterizo reciente.

## Datos estatales
|                                   | Bandera de Argelia               | Bandera de Marruecos     |
| --------------------------------- | -------------------------------- | ------------------------ |
| Superficie                        | 2.381.741 km²                    | 446.550 km²              |
| Población                         | 42.578.000 (2018 est.)           | 36.472.000 (2019 est.)   |
| Densidad de población             | 17,7/km²                         | 50,0/km²                 |
| Capital                           | Argel                            | Rabat                    |
| Ciudad más grande                 | Argel (363 km²)                  | Casablanca (220 km²)     |
| Gobierno                          | República semipresidencialista   | Monarquía constitucional |
| Idiomas oficiales                 | Árabe, bereber                   | Árabe, bereber           |
| PIB (Nominal)                     | US$ 180.687 millones (2019 est.) | US$ 122.458 millones     |
| PIB (PPA)                         | US$ 684.649 millones (2019 est.) | US$ 332.358 millones     |
| PIB (Nominal) per cápita          | US$ 4229 (2019 est.)             | US$ 3441                 |
| PIB (PPA) per cápita              | US$ 15.765 (2019 est.)           | US$ 9339 (2019 est.)     |
| Índice de Desarrollo Humano (IDH) | 0,759 (82.º)                     | 0,676 (121.º)            |

## Historia
La historia del noroeste de África como estados diferenciados podría indicarse durante la Edad Media con el colapso del imperio almohade, sucediendole en el actual territorio de Marruecos el sultanato wattásida, más tarde sucedidos por los saadíes y los alauíes hasta la época colonial; mientras que en la actual Argelia los almohades serían sucedidos por los ziyánidas, más tarde conquistados por los otomanos y convertidos en eyalato de su imperio.
En la época colonial, comenzada con la conquista francesa de Argelia de 1830, serían establecidas las fronteras actuales entre el Protectorado francés de Marruecos y la Argelia francesa. Aunque Marruecos nunca ha considerado esta demarcación como legítima, desembocando incluso en la guerra de las Arenas en la década de 1960.
Tras la independencia de Marruecos de Francia en 1956, el rey Mohamed V proveyó de armamento, financiación y de suministros médicos al Frente de Liberación Nacional de Argelia para ayudar en su guerra contra el dominio francés. Durante esos años, Marruecos sirvió como refugio y como base de entrenamiento para los nuevos reclutas argelinos. Ya en esos años, el rey marroquí se negó a negociar con Francia sobre los bordes fronterizos con Argelia.

### Conflicto fronterizo
Marruecos y Argelia han mantenido diferencias de entendimiento sobre el borde fronterizo que delimita ambos países, llegando a tener conflictos armados por dicha causa. La frontera actual fue finalmente acordada en una convención en Rabat en 1972, ratificada por Argelia en 1973 y por Marruecos en 1992.
Se calcula que el cierre fronterizo ha supuesto la pérdida de hasta un 2 % del PIB de cada país debido a la pérdida de comercio terrestre.

#### Guerra de las Arenas
Desde la independencia de Argelia, se sucedieron varios incidentes fronterizos entre Marruecos y Argelia, especialmente en el valiato de Tinduf, una zona prominentemente pro-marroquí en la época de la independencia. Finalmente estalló un conflicto de alta intensidad entre ambos países que acabó en 1964 cuando la intervención de la OUA consiguió que Marruecos desistiese en su intento de controlar la zona de Tinduf.

#### Guerra civil argelina
Durante la guerra civil argelina de la década de 1990, Argel acusó a Rabat de apoyar al Grupo Islámico Armado, un grupo terrorista islámico de Argelia. La acusación fue negada por las autoridades marroquíes, pero la tensión suscitada acabó llevando al cierre fronterizo por parte de Argelia en 1994, después de que Marruecos acusase al GIA, junto a los servicios secretos argelinos de orquestar un atentado en el hotel Atlas Asni de Marrakech donde murieron dos ciudadanos españoles.
El cierre de la frontera se ha mantenido con altibajos hasta la actualidad. En 1999, el recién proclamado presidente argelino, Abdelaziz Bouteflika, asistió al funeral de Hasán II e hizo otros gestos favorables a Marruecos. En julio de 2004, el rey Mohamed VI eliminó el requisito de un visado para los ciudadanos argelinos que entraban en Marruecos. En abril de 2006, el presidente Bouteflika agradeció oficialmente el gesto. En 2012, el primer ministro argelino, Ahmed Ouyahia indicó que la reapertura de la frontera no era una prioridad para su gobierno.

### El Sáhara Occidental
El territorio conformado por la ex-colonia española del Sáhara Occidental ha sido un tema de disputa entre ambos países debido a las intenciones anexionistas de Marruecos sobre el territorio, como parte de su movimiento irredentista del Gran Marruecos. Argelia, que no mantiene ninguna reclamación territorial sobre la zona, ha apoyado desde siempre al Frente Polisario y mantiene tanto un reconocimiento como relaciones diplomáticas con la República Árabe Saharaui Democrática, el ente de gobierno del Sáhara Occidental que mantiene el control sobre un pequeño porcentaje del territorio que no está bajo ocupación marroquí.

### Ruptura de relaciones en 2021
En diciembre de 2020, Argelia se posicionó oficialmente en contra del acuerdo de normalización de relaciones entre Marruecos e Israel. En julio de 2021, Amnistía Internacional y Forbidden Stories publicaron que Marruecos había pinchado 6.000 móviles argelinos, incluyendo algunos de altos cargos políticos y militares con el spyware Pegasus. En agosto de 2021, Argelia acusó a Marruecos y a Israel de apoyar el movimiento para la Autodeterminación de Cabilia, el presidente argelino Abdelmadjid Tebboune acusó al país alauí de estar implicado en los incendios forestales que azotaban el país así como de otros actos hostiles. El rey de Marruecos, Mohamed VI, tuvo una posición de indiferencia y ofreció una ayuda de préstamo para combatir los incendios, oferta que Argelia no aceptó. 
Durante agosto y septiembre, Tebboune reunió al Alto Consejo de Seguridad para revisar las relaciones con Marruecos, sucediendo la intensificación de los controles de seguridad en los puestos fronterizos, la ruptura de relaciones diplomáticas anunciada por el ministro de relaciones exteriores, Ramtane Lamamra, el cierre de la embajada marroquí en Argel y el cierre del espacio aéreo argelino a aeronaves civiles y militares marroquíes.
En junio de 2023, tras los disturbios de 2023 en Francia por el asesinato de Nahel Merzoul, Marruecos acusó a Argelia de instrumentalizar el drama con estos fines contra Marruecos..
Las razones detrás de la expropiación de bienes inmuebles pertenecientes a Argelia.
La expropiación no concierne a la sede de la embajada, sino a las propiedades inmobiliarias del Estado argelino. Los bienes pertenecientes a ciudadanos marroquíes también son objeto de la decisión impuesta por la necesidad de ampliar la sede del Ministerio de Asuntos Exteriores.
El Gobierno marroquí ha decidido poner en marcha un procedimiento de expropiación de determinados inmuebles situados en el centro de Rabat y cuya titularidad pertenece al Estado argelino. El procedimiento viene impuesto por la necesidad de ampliar las instalaciones de la sede del Ministerio de Relaciones Exteriores.
Concretamente, se publicó un proyecto de decreto de expropiación de bienes en poder de la República Argelina en la edición dedicada a anuncios legales, judiciales y administrativos del Boletín Oficial del 13 de marzo. En este proyecto de decreto, se especifica claramente que, por razones de ampliación de las dependencias administrativas del Ministerio de Relaciones Exteriores, se ha decidido iniciar el procedimiento de expropiación de los terrenos necesarios para la construcción de estas nuevas dependencias.
El texto en cuestión especifica que, durante dos meses a partir de su publicación en el BO, se abrirá un expediente ante las autoridades competentes y se creará un registro para recibir oposiciones, observaciones y declaraciones de las personas físicas o jurídicas interesadas. El registro en cuestión se pone a disposición del público para su consulta a nivel del municipio de Rabat, durante el horario de apertura de las administraciones.
La expropiación de estos activos inmobiliarios se justifica por "utilidad pública", de conformidad con la Ley n ° 81-7 del 16 de abril de 1982, especifica el diario. En detalle, continúa, las propiedades amparadas por este trámite son una parcela de 619 metros cuadrados, llamada "Kabalia", registrada bajo el título de propiedad R / 9320, otra propiedad llamada "Zanzi", con una superficie de 630 metros cuadrados, registrado bajo el título de terreno R / 6375 y que consta de una residencia en dos pisos con oficinas en la planta baja, así como una villa llamada "Villa del Sol Naciente" con una superficie de 491 metros cuadrados registrada en la conservación de tierras con el número R / 300.
El texto publicado en el BO también se refiere a bienes inmuebles pertenecientes a ciudadanos marroquíes que también son objeto de expropiación. Se trata de tres lotes, una villa de 1.149 metros cuadrados, otra villa de 547 metros cuadrados y una tercera villa de 542 metros cuadrados.
Según exigen los procedimientos vigentes en tales casos, la ejecución de los términos del decreto ha sido encomendada al Ministerio de Economía y Finanzas y al Director de dominios del Estado.
Según el politólogo Abderrahim Manar Slimi, presidente del Centro Atlántico de Estudios Estratégicos, "la decisión de expropiación es una decisión soberana del Estado marroquí, incluso si las tierras y los bienes inmuebles objeto de esta decisión pertenecen al Estado argelino. La decisión se ejecutará con transparencia y de acuerdo a lo que establece la ley".
El profesor universitario no dejó de recordar, sin que necesariamente haya un vínculo común entre los dos actos, que el Estado argelino puso su mano por la fuerza, en 1975, en la propiedad de decenas de miles de familias marroquíes a las que había expulsado a Marruecos en ese momento.
El académico también quiso aclarar que el procedimiento de expropiación no se refería de ninguna manera a la sede de la embajada de Argelia, sino a inmuebles ubicados alrededor de la sede del Ministerio de Relaciones Exteriores. Qué ministerio, señala el politólogo," es un poco estrecho dada la importancia del Reino como potencia regional".

## Relaciones comerciales
Pese a ser vecinos fronterizos, ninguno de los países tiene al otro entre sus diez principales socios comerciales ni como importador ni como exportador.